# Minnesota Lynx 2023
La stagione 2023 delle Minnesota Lynx fu la 25ª nella WNBA per la franchigia.
Le Minnesota Lynx arrivarono quinte nella Western Conference con un record di 19-21. Nei play-off persero al primo turno con le Connecticut Sun (2-1).

## Roster
| N° | Naz.                   | Ruolo | Sportivo         | Anno | Alt. | Peso |
| -- | ---------------------- | ----- | ---------------- | ---- | ---- | ---- |
| 1  | Stati Uniti (bandiera) | G     | Diamond Miller   | 2001 | 190  | 76   |
| 2  | Stati Uniti (bandiera) | G     | Lindsay Allen    | 1995 | 173  | 65   |
| 3  | Stati Uniti (bandiera) | GA    | Aerial Powers    | 1994 | 175  | 77   |
| 4  | Stati Uniti (bandiera) | G     | Kayana Traylor   | 1999 | 175  | 70   |
| 6  | Canada (bandiera)      | A     | Bridget Carleton | 1997 | 185  | 86   |
| 10 | Stati Uniti (bandiera) | A     | Jessica Shepard  | 1996 | 191  | 79   |
| 14 | Ungheria (bandiera)    | A     | Dorka Juhász     | 1999 | 196  | 86   |
| 15 | Stati Uniti (bandiera) | G     | Rachel Banham    | 1993 | 175  | 78   |
| 21 | Stati Uniti (bandiera) | G     | Kayla McBride    | 1992 | 180  | 84   |
| 22 | Stati Uniti (bandiera) | A     | Emily Engstler   | 2000 | 185  | 81   |
| 24 | Stati Uniti (bandiera) | G     | Napheesa Collier | 1996 | 188  | 83   |
| 25 | Stati Uniti (bandiera) | G     | Tiffany Mitchell | 1994 | 175  | 76   |
| 31 | Serbia (bandiera)      | A     | Nikolina Milić   | 1994 | 191  | 78   |

## Staff tecnico
- Allenatore: Cheryl Reeve
- Vice-allenatori: Katie Smith, Rebekkah Brunson, Elaine Powell
- Preparatore atletico: Chuck Barta
- Assistente preparatore atletico: Brandi BlueArm